# Duži (Trebinje, BiH)
Duži su naseljeno mjesto u gradu Trebinju, Republika Srpska, BiH.

## Stanovništvo

### 1991.
Nacionalni sastav stanovništva 1991. godine, bio je sljedeći:
ukupno: 24
- Srbi - 24

### 2013.
Nacionalni sastav stanovništva 2013. godine, bio je sljedeći:
ukupno: 20
- Srbi - 20

## Vanjske poveznice
- Satelitska snimka  Arhivirana inačica izvorne stranice od 28. rujna 2020. (Wayback Machine)